# ピッキングトリオの事件簿
ピッキングトリオの事件簿は、フジテレビ系「金曜エンタテイメント」で2001年11月2日に放送されたネプチューンの初主演ドラマである。

## あらすじ
借金を苦に自殺を図ろうとした渋谷豊は、悪党だけを相手にピッキング窃盗を行う島克明と石鍋剛に誘われて、ピッキング窃盗犯の仲間になる。早速、芸能事務所社長・高松繁の部屋でひと仕事をするが、その後高松が殺されるという事件が発生してしまい…。

## キャスト
- 渋谷豊：原田泰造
- 島克明：名倉潤
- 石鍋剛：堀内健
- 鶴見康祐：東幹久
- 志村留美：高樹沙耶
- 神谷麻里：中山忍
- 吉村敏夫：渡辺哲
- 高松繁：有薗芳記
- 坂本昭夫：山田辰夫
- 石鍋秋江：のむらゆみ
- 石鍋遥：矢崎愛歌
- 島香織：黒羽根麻衣
- 植村りんこ
- 嶋尾康史
- 辰巳裕二
- 河野洋一郎
- 田口主将
- 土屋良太
- 米田奈美子
- 喜多道枝
- 古賀プロ

## スタッフ
- 脚本：樹林伸、（協力・後藤法子）
- プロデューサー：和田行、川上一夫
- 演出：若松節朗
- 原作：天樹征丸
- 制作：フジテレビ、共同テレビ
- 主題歌：CHAGE and ASKA「パラシュートの部屋で」（エンディングテーマ・今井美樹「AQUA」）（劇中使用歌・tsukasa「愛のしづく」）
- 技術プロデューサー：佐々木俊幸
- 撮影：伊藤清一
- TD：北山善弘
- 照明：加瀬弘行
- 音声：国澤藤一
- 映像：千葉研
- 編集：深沢佳文
- 美術プロデューサー：杉川廣明
- 美術進行：泉佳子
- 装飾：武藤順一
- 大道具：西田裕一
- 建具：阿久津正巳
- 電飾：谷口雅彦
- アクリル装飾：中村哲治
- 生花：藤原佐知子
- 造園：野沢園
- 持道具：杉本和代
- 衣裳：沖田正次
- メイク：森田京子
- 絵画協力：SHIGEO ICHIMURA
- PC画面：ムーンファクトリー

| フジテレビ系列 金曜エンタテインメント  | フジテレビ系列 金曜エンタテインメント      | フジテレビ系列 金曜エンタテインメント       |
| 前番組                                 | 番組名                                     | 次番組                                      |
| -------------------------------------- | ------------------------------------------ | ------------------------------------------- |
| 白線流し 旅立ちの詩 （2001年10月26日） | ピッキングトリオの事件簿 （2001年11月2日） | 京都祇園芸妓シリーズ（8） （2001年11月9日） |